# MOXIE

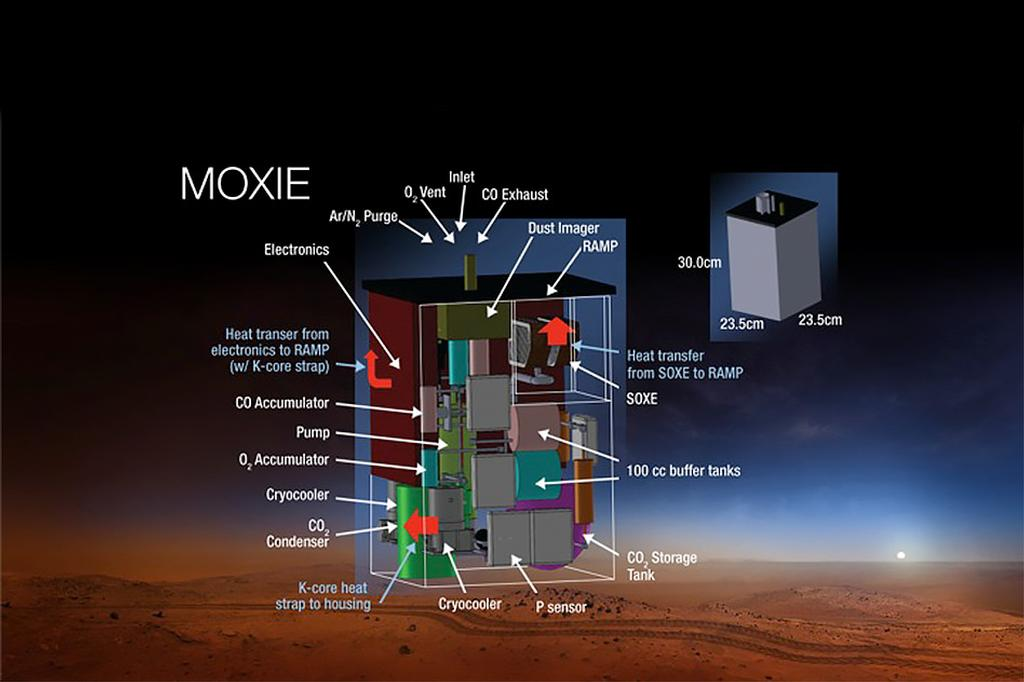
MOXIE

MOXIE는 마스 2020에 실리는 과학장비로, 화성의 주 구성성분인 이산화탄소를 산소로 바꾸는 직육면체 형태의 장치다. 현재 기술력의 한계로 1톤, 2톤 수준으로는 만들 수 없고, 1시간에 22g의 산소 배출을 목표로 하고 있다.

## 역사와 제작배경
마스 2020에는 약 60개의 장비가 제안되었다. 연구원들은 이 장비를 제안한 이유를 제안서에 담았는데, 제안한 이유는 미래에 화성은 식민지화될 것이고, 그러면 대기 중 96%의 이산화탄소를 산소로 바꾸는 장치를 마스 2020을 통해 한 번 시범 설계 및 가동을 해야한다는 것이 제안한 이유였다. 이 제안서의 의견을 받아들여 전체 제안된 60개의 장비 중에서 1개를 뽑았다. 이후 관리는 NASA가, 제작은 MIT와 코펜하겐 대학교가 하고 닐스 보어 연구소가 조금 도와주기로 결정하였다. 샘플 리턴 미션과 MOXIE 임무를 성공하면 화성 유인 탐사의 첫 걸음을 내딛게 된다.

## 개발 현황
현재 거의 다 만들어졌으며, 화성의 환경에서 가동할 수 있는지 테스트를 하고 있다.